# Lombardo oriental

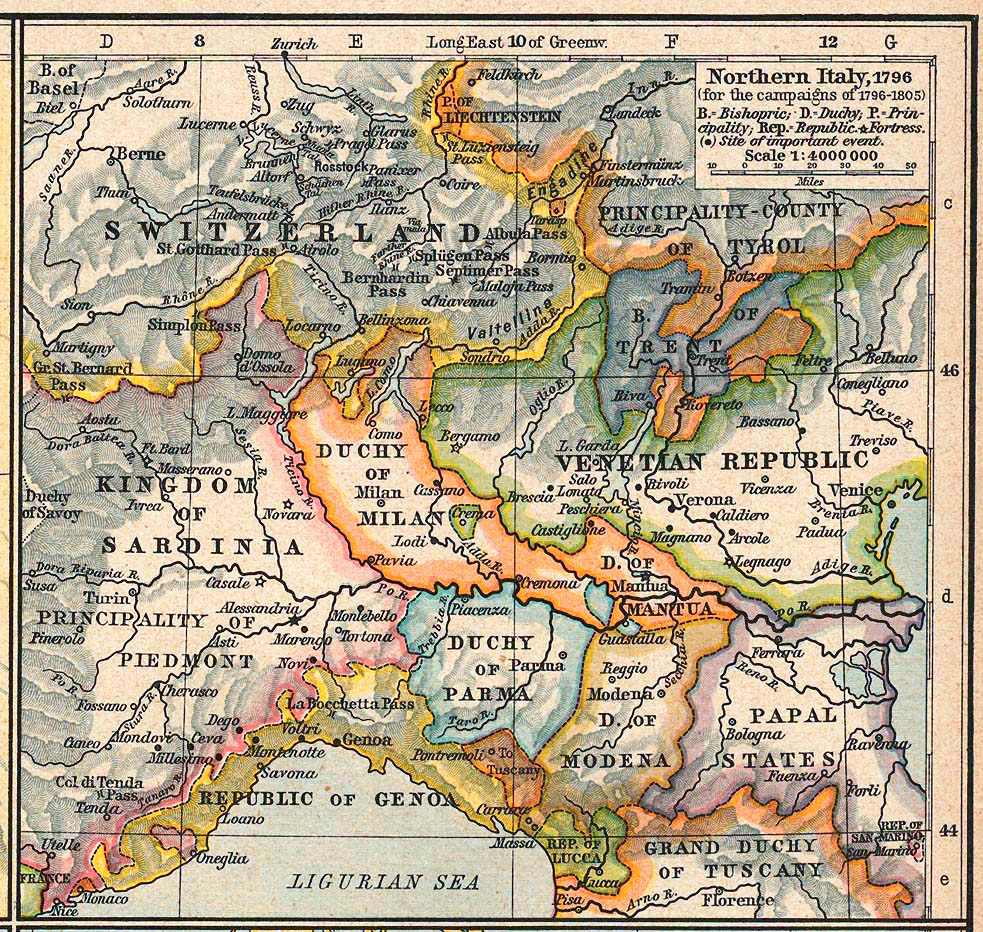
Territórios do lombardo oriental nos domínios da República de Veneza até 1797.

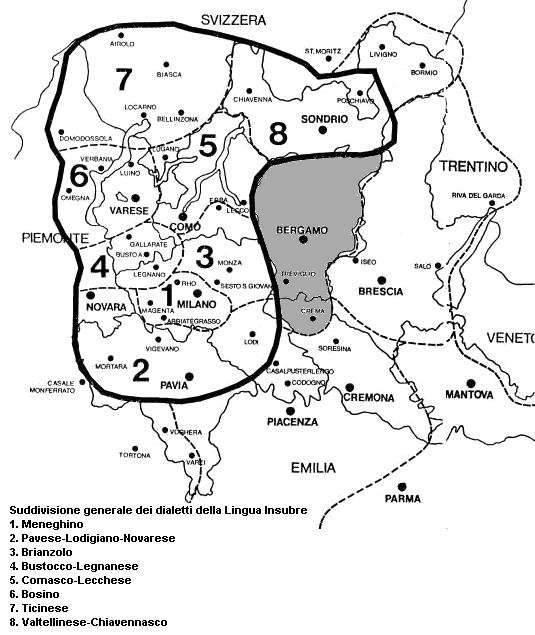
Território do dialeto bergamasco.

O lombardo oriental é um dialeto galo-itálico da língua lombarda que é reconhecido entre as línguas minoritárias europeias desde o 1981 (Relatório 4745 do Conselho da Europa) e também é incluído no Red Book on Endangered Languages da UNESCO entre as línguas merecedoras de proteção.
O linguista italiano Clemente Merlo usa para o lombardo oriental o nome de 'lombardo transabduano'.
Uma diferença importante entre as dois Lombardias, a Ocidental e a Oriental, é o fato que,  na parte oriental (Bergamo, Brescia, Crema, Val Camonica), que pertencia à República de Veneza, não havia um polo de atração de língua lombarda, na parte ocidental o desenvolvimento e a fortuna literária de Milão tiveram uma grã importância em todo o território ao oeste do rio  Adda e ainda alem desse rio nas zonas "transabduanas" não incorporadas definitivamente no território veneciano, como a "Gera d'Adda", com as cidades de Treviglio e Caravaggio, e, sobre todo, como Cremona (veneciano de 1499 até 1509 somente). Portanto, os dialetos locais têm características orientais (de base), milaneses y, nas zonas vezinhas ao rio Pó, até de tipo emiliano, como também em Mântua, estado independente (da dinastia dos Gonzaga).